# NGC 1008
NGC 1008 este o galaxie eliptică situată în constelația Balena. A fost descoperită în 15 ianuarie 1865 de către Albert Marth. Se află la o distanță de 88,2 de megaparseci de Pământ.